# 레드불 파워트레인스
레드불 파워트레인스(Red Bull Powertrains, RBPT)는 오스트리아의 기업 레드불이 소유하고 있는 포뮬러 원 파워 유닛 제조 기업이다. 이 기업은 2022년부터 혼다가 개발한 포뮬러 원 파워 유닛의 운영을 떠맡기 위해 2021년 설립되었다.
2022년부터 2025년까지 혼다는 레드불 파워트레인스가 2026년부터 운영을 온전히 책임질 때까지 파워 유닛을 조립하고 트랙 및 경주 운영 지원을 제공할 예정이다. 이 파워 유닛은 혼다의 지적 자산으로 남으며 개발 동결로 인해 레드불 파워트레인스가 이것들을 개발하지는 않을 예정이다.